# Drosicha sumatrensis
Drosicha sumatrensis är en insektsart som beskrevs av Green 1930. Drosicha sumatrensis ingår i släktet Drosicha och familjen pärlsköldlöss. Inga underarter finns listade i Catalogue of Life.